# Żłobek (województwo lubelskie)
Żłobek – wieś w województwie lubelskim, w powiecie włodawskim, w gminie Włodawa. Miejscowość została wyodrębniona jako samodzielna w roku 2009. 
Wieś jest sołectwem w gminie Włodawa. Według Narodowego Spisu Powszechnego z roku 2011 wieś liczyła 126 mieszkańców.
W obrębie ewidencyjnym Żłobek znajdują się stacja kolejowa Sobibór oraz Muzeum Byłego Obozu Zagłady w Sobiborze. Na południe od wsi leży jezioro Spólne.
Wierni Kościoła rzymskokatolickiego należą do parafii św. Jana Jałmużnika w Orchówku.

## Części wsi
| SIMC    | Nazwa       | Rodzaj    |
| ------- | ----------- | --------- |
| 0109903 | Żłobek Mały | część wsi |

W latach 1975–1998 miejscowość administracyjnie należała do województwa chełmskiego.